# 威利斯頓 (馬里蘭州)
威利斯頓（英語：Williston）是位於美國馬里蘭州加羅林縣的一個普查規定居民點。

## 人口
根據2020年美國人口普查的數據，威利斯頓的面積為0.72平方千米，當中陸地面積為0.68平方千米，而水域面積為0.04平方千米。當地共有人口153人，而人口密度為每平方千米212.5人。